# Ковальчук Інна Георгіївна
Інна Георгіївна Ковальчук (народилася 2 вересня 1965, Київ) — українська поетеса, прозаїк і перекладач. Член Національної спілки письменників України, лауреат Літературної премії імені Василя Мисика (2018), Літературної премії імені Павла Тичини (2020) Літературна премія «Благовіст» (2022), Всеукраїнської літературної премії імені Михайла Коцюбинського (2023), Літературної премії імені Михайла Чабанівського (2024)
Лауреат Львівської обласної літературної премії імені Катерини Мандрик-Куйбіди (2025)
.

## Життєпис
Інна Ковальчук народилась в Києві. Закінчила музичну школу по класу скрипки, спеціалізовану українсько-англійську школу № 112 імені Т. Г. Шевченка, філологічний факультет Київського національного університету імені Тараса Шевченка, аспірантуру за спеціальністю «Сучасна російська мова».
Працювала керівником служби зовнішніх зв'язків концерну «Наука» Міністерство освіти і науки України, служби зовнішніх зв'язків АТ ХК «Київміськбуд», керівником міжнародної служби народного депутата України Поляченка В. А., Почесного консула Республіки Чилі в Україні з правами державного нотаріату.

## Творчість
Інна Ковальчук відома як поетеса, прозаїк, перекладач, літературний критик, автор восьми збірок поезії «Курсиви долі» (2012), «Осінь покоління» (2013), «Свобода самоти» (2014), «Воскресле сонце» (2015), "Крещендо" (2017), "Пора індульгенцій" (2018), "Під знаком Діви" (2021), 'Анестезія"(2024). Автор збірок віршів для дітей «Бе-ре-зень» (2013), «Відгадайки для малят» (2014), "Казки зимових вечорів" (2015), книжки загадок "Відгадайки для всезнайка" (2022), прози для дітей "Даринка" (2021), "Казки навколо нас" (2022).
За збірку віршів «Пора індульгенцій» 2020 року Інна Ковальчук була увінчана премією НСПУ імені Павла Тичини за найкращу збірку поезій.
Автор книги перекладів з болгарської "У НІ СОН" (2018), перекладів сонетів Радко Радкова (2020), перекладів сучасної болгарської поезії "Розкрилена душа" (2021). Упорядник і перекладач сучасної українсько-македонської поетичної антології (2020).
Автор книг про Київ "Десять кроків Києвом" (2020), "Легенди Києва: міфи і реальність"(2025), збірки новел "(Не) бувальщини" (2020).
Член НСПУ, Асоціації ронделістів України. Почесний член Спілки незалежних письменників Болгарії, Дружества письменників Македонії, Дружества письменників Хорватії, та Дружества письменників Чорногорії. Член журі літературних премій імені Юрія Титова, імені Платона Воронька,мистецької премії імені Олеся Гончара Міністерства культури України. Член Всесвітньої поетичної спільноти Poetas del Mundo. Учасниця міжнародного поетичного фестивалю «Під небом Копривщиці і Пловдива».
Твори перекладені французькою, італійською, російською, болгарською, македонською, польською, сербською, хорватською, іспанською, португальською, англійською мовами.

## Відзнаки
- Лауреат міжнародного поетичного фестивалю «Зірка Різдва — 2014» у номінації «стилістична майстерність».
- Лауреат міжнародної літературної премії «Гілка золотого каштана — 2014» за поетичну збірку «Свобода самоти».
- Лауреат всеукраїнської літературної премії ім. Василя Мисика за поетичну збірку «Крещендо» (2018)[2].
- Лауреат всеукраїнської літературної премії ім. Павла Тичини за поетичну збірку «Пора індульгенцій» (2020)[3].
- Лауреат всеукраїнської літературної премії «Благовіст» за поетичну збірку «Під знаком Діви» (2022)[4].
- Лауреат міжнародної літературної премії імені Радко Радкова (Болгарія).
- Лауреат міжнародної літературної нагороди імені Кирила і Мефодія (Болгарія).
- Лауреат міжнародної літературної нагороди «Вільям Шекспір» до дня пам'яті Шекспіра.
- Лауреат міжнародної літературної премії ім. Клеменса Яницького «Яниціус» (Польща).
- Плакет Климента Охридського (Македонія).
- Орден святої праведної Анни другого ступеня[6].
- Всеукраїнська літературна премія імені Михайла Коцюбинського (2023) у номінації «Художній переклад» за переклад з болгарської книг Р. Радкова та В. Ангелової; з македонської антології «Свічадо світу».[18]

Міжнародна літературна премія імені Івана Николова (Болгарія, 2023 рік)
Львівська обласна літературна премія імені Катерини Мандрик-Куйбіди за поетичну книжку "Анестезія" (2025 рік)